# Смертный приговор (фильм, 1968)
«Смертный приговор» (итал. Sentenza di morte), в германском прокате «Джанго — суровый, как Солнце» (нем. Django – Unbarmherzig wie die Sonne) — итальянский спагетти-вестерн 1968 года, снятый Марио Ланфранки. Главныe роли исполнили Ричард Конте и  Томас Милиан.

## Сюжет
Фермер Диас, картёжник Монтеро, лицемерный священник Балдуин и психопат-альбинос О’Хара — бывшие бандиты. У молодого Клэша осталось одно незаконченное дело с каждым из них. Он придумывает ловушки, с учётом их интересов, чтобы осуществить свою месть.

## В ролях
| Актёр                | Роль            |
| -------------------- | --------------- |
| Ричард Конте         | Диас            |
| Томас Милиан         | О'Хара/Альбинос |
| Энрико Мария Салерно | Монтеро         |
| Адольфо Чели         | Фриан Балдуин   |
| Робин Кларк          | Клэш            |